# 修女院长剧院
修女院长剧院（Théâtre des Abbesses）位于巴黎十八区蒙马特修女院长街（Rue des Abbesses）31号，是一座新古典主义建筑，建筑师查尔斯·范登霍夫（Charles Vandenhove）。